# Assassinat de Dean Shillingsworth
Uns nens van descobrir el cos de l'infant Dean Shillingsworth (25 de febrer de 2005 - 11 d'octubre de 2007) en un estany de la reserva de Mandurama a Ambarvale, Nova Gal·les del Sud (Austràlia) el 17 d'octubre de 2007. El cos del nen estava embolicat en dues bosses de plàstic contingudes dins d'una maleta de tartan. A causa del temps que el nen va estar a l'aigua, el cos es va descompondre. La policia local va crear una escena del crim que va ser investigada pel Grup de Serveis Forenses de la Policia de NSW. Les proves forenses i la investigació van portar a la mare del nen al lloc dels fets. Posteriorment, la policia va arrestar la seva mare, Rachel Pfitzner, que vivia al poble proper de Rosemeadow. Va ser acusada de l'assassinat de Dean. Es va declarar culpable d'assassinat i va ser condemnada a 25 anys i mig de presó.

## Context
Segons el pare de Pfitzner, la seva mare havia tingut tres fills, cadascun amb un pare diferent. Dean tenia una germana gran i un germà petit.

## Implicació del govern
El Departament de Serveis Comunitaris de Nova Gal·les del Sud (DOCS) havia sol·licitat una ordre judicial de família l'11 d'octubre per posar a Dean sota la custòdia de la seva àvia. Quan l'ordre es va notificar a Pfitzner el 18 d'octubre, va informar a la policia que Dean ja estava sota la custòdia dels serveis comunitaris. Quan es va adonar posteriorment que això no era així, la policia va tornar a interrogar a Pfitzner, i va provocar la seva detenció. Tant serveis comunitaris com el síndic de greuges de Nova Gal·les del Sud estan duent a terme investigacions sobre la implicació dels serveis comunitaris.

## Reacció de la comunitat
Molts residents locals es van reunir a la reserva de Mandurama els dies posteriors al descobriment del cos. Un santuari improvisat de flors i joguines desenvolupat prop de l'aigua. Quan la policia va escortar Pfitzner fins al lloc dels fets el 20 d'octubre, la multitud el va escridassar i es va dirigir cap al cotxe.
Una cerimònia comunitària per a Dean celebrada el 26 d'octubre a la reserva de Mandurama i a la qual van assistir 2.000 persones va incloure oracions, globus i espelmes flotants. Com a aborigen australià, Dean va rebre una cerimònia especial.

## Funeral
El funeral de Dean Shillingsworth es va fer a Brewarrina, la seva ciutat natal. Hi van assistir més de 300 familiars, amics i membres de la comunitat. Es va celebrar el dijous 1 de novembre.

## Judici
Pfitzner va comparèixer al tribunal el 12 de desembre de 2007 en línia des del Centre Correccional de Dones de Silverwater. El cas es va ajornar sense fiança diverses vegades per donar més temps a la policia per completar el seu escrit de proves.
Pfitzner va comparèixer al tribunal el 28 d'octubre de 2008. El tribunal va dir que havia sacsejat el seu fill i l'havia llençat a terra. En creure que estava mort, suposadament el va embolicar amb plàstic i el va posar en una maleta. Un psicòleg forense va declarar que potser el nen no estava mort en aquell moment. Pfitzner no va presentar cap declaració.
El juny de 2009, Pfitzner es va declarar culpable d'homicidi involuntari i no culpable d'assassinat. L'agost de 2009 va canviar la seva declaració per culpable d'assassinat. El 9 de desembre de 2009, Pfitzner va ser condemnada a 25 anys i mig de presó. El juliol de 2010 va recórrer contra la gravetat de la pena.